# 5-(1,1-二甲基庚基)-1,3-苯二酚
5-(1,1-二甲基庚基)-1,3-苯二酚是一种有机化合物，化学式为C15H24O2。它可由2-甲基-2-辛醇为原料，经多步反应得到。它和异戊烯酸在甲磺酸和五氧化二磷存在下反应，可以得到7-二甲基庚基-2,3-二氢-5-羟基-2,2-二甲基-4H-苯并吡喃-4-酮。